# Жотран, Люсьен Леопольд
Люсьен Жозеф Леопольд Жотран (фр. Lucien Jottrand; 30 января 1804, Женап, Валлония — 17 декабря 1877, Сен-Жосс-тен-Ноде) — бельгийский политический деятель, публицист, журналист, юрист, редактор. Доктор права. Один из создателей национального флага Бельгии.

## Биография
Сын нотариуса.
Изучал право в Льежском университете. По профессии адвокат. После получения докторской степени в 1825 году работал юристом в суде в Брюсселе, выступал на голландском языке.
С 1826 года — редактор оппозиционной газеты Courrier des Pays-Bas. В 1832 году стал владельцем и главным редактором газеты Courrier de Belge.
В политической жизни начал участвовать в конце 1820-х годов, стоял на позициях левого либерализма.
Активный участник Бельгийской революции 1830 года, свергшей голландское господство. Во время бельгийской революции 1830 года Жотран сотрудничал с журналистом Эдуардом Дюпетио, при разработке национального флага Бельгии.
В 1830 году был членом Национального конгресса Бельгии. В 1847 году был одним из основателей Демократической ассоциации, отстаивавшей взгляды А. Сен-Симона и Ш. Фурье, и её президентом. В марте 1848 года участвовал в процессе отречения короля Бельгии Леопольда I.
В 1847 году основал демократическую газету Le Débat social. 19 мая 1848 года написал Карлу Марксу, что приветствует выход его ежедневной коммунистической газеты «Neue Rheinische Zeitung». В 1855—1861 года работал муниципальным советником и юристом в Сен-Жосс-тен-Ноде.
Автор ряда работ на французском и голландском языках по праву, истории, геологии, естественным и лингвистическим наукам.

## Избранная библиография
- Dissertatio inauguralis juridica de Certamine singulari, 1825.
- Garanties de l’existence du Royaume des Pay-Bas, 1829.
- Le Pape et la démocratie, par un ancien membre du Congrés national, 1838.
- Des rapports politiques et commerciaux de la Belgique et de la France, 1841.
- La nouvelle constitution de New-York pour 1847, 1847.
- Le suffrage universel. Nouvelle théorie et nouvelle application de ce systéme électoral, 1848.
- Londres au point de vue belge, 1852.
- D’Anvers à Gênes, par les pays rhénans, la Suisse, la Savoie et le Piémont, et retour par Marseille et le sud[-]est de la France. Etudes diverses, 1854.
- Louis De Potter, 1860.